# Kidz
Kidz, anteriormente llamado Neox Kidz, es un bloque de programación infantil emitido en Neox todas las mañanas de 6:00 a 10:00, aunque los fines de semana se alarga hasta las 14:00, aproximadamente. Además, cuenta con un canal digital propio en la plataforma Atresplayer, el cual contiene series y películas infantiles que también pueden ser vistos bajo demanda.  Es la continuación de exitoso programa infantil Megatrix, emitido en el canal hermano Antena 3.

## Historia
El 28 de mayo de 2013, Atresmedia Televisión anunció el lanzamiento de Neox Kidz, un programa contenedor dentro del canal en una franja que abarcaría las mañanas de lunes a domingo, aunque tras el periodo estival la franja se iría adaptando a los horarios de los escolares. Durante la emisión de este contenedor televisivo, Neox incluye, aparte de su mosca, un identificativo durante la emisión del contenedor televisivo para señalizar sus contenidos. Asimismo durante su desarrollo, el grupo de comunicación fue cerrando una serie de acuerdos con compañías distribuidoras de programación para ofrecer series tanto de animación como de acción real. Así, el 29 de junio de 2013 nació Neox Kidz, que comenzó sus emisiones con ficciones inéditas y también con el estreno de nuevas temporadas de conocidas producciones.
El 27 de octubre de 2017, Neox Kidz cambió de imagen, coincidiendo con Neox Kidz Halloweenz.
En cuanto a las series, los días 30 de marzo y 1 de abril de 2018 emitieron un especial con los mejores capítulos de Shin-chan con motivo de los 15 años de la serie en televisión. Asimismo, el 1 de abril se estrenó la temporada 24 de Power Rangers (Power Rangers Ninja Steel) que se emite los sábados y domingos. Un mes después, el 11 de mayo de 2018, se publicó la revista 18 donde se confirmó que habían comprado la licencia de la serie
Pokémon Sol y Luna. Del mismo modo, el 22 de junio se anunció que en navidades se estrenaría la segunda temporada de Inspector Gadget y el día 25 se estrenó Lluvia de albóndigas: La serie como parte de Veraneox Kidz.
Por otro lado, en diciembre de 2020, Atresmedia y Planeta Junior llegaron a un acuerdo para comercializar series y películas infantiles en conjunto a través de la marca, que cambiaría su nombre por el de Kidz. Asimismo, aparte del bloque habitual de Neox, dentro de Atresplayer se habilitó un canal lineal digital y un apartado en la web con contenidos bajo demanda.
El  7 de enero de 2025, Kidz, la franja de Neox dedicada al público infantil, amplió su oferta y también su horario, que sería de lunes a viernes, de 6:00 a 10:00 horas, y los sábados y domingos, de 6:00 a 14:00 horas. El estreno de Miraculous: Las aventuras de Ladybug sería una de las novedades que se unirían a otras series como Pokémon o Captain Tsubasa (Campeones en España).